# Jenny Apolant
Jenny Apolant, née le 5 avril 1874 à Berlin et morte le 5 juin 1925 à Francfort-sur-le-Main, est une féministe allemande. Elle fait partie des plus importantes défenseures juives du droit des femmes à la participation politique. Elle se concentre principalement sur la participation active des femmes dans les institutions locales et pour leur droit de vote. Elle est l'une des premières élues au conseil communal de Francfort après l'introduction du droit de vote et d'éligibilité des femmes. Elle y siège de 1919 à 1925 pour le Parti démocrate allemand. Elle introduit les soins hospitaliers dans la ville et défend la cause des femmes et des filles dans les soins aux pauvres et aux orphelins ainsi que dans les écoles et les logements.

## Biographie

### Jeunesse et famille
Jenny Rathenau naît le 5 avril 1874 à Berlin. Ses parents sont Johanna Baschwitz et Albert Rathenau, un industriel. La famille juive Rathenau compte de nombreux industriels et personnalités politiques célèbres. Le fondateur du groupe AEG, Emil Rathenau est son oncle, le ministre allemand des affaires étrangères Walter Rathenau et la féministe Josephine Levy-Rathenau (de) sont ses cousins,, 
Jenny Rathenau épouse le professeur Hugo Apolant (de) (1866-1915), chercheur en cancérologie, en 1900 et s'installe avec lui à Francfort-sur-le-Main. Leur fille Sophie (1900-1970) naît la même année.

### Action féministe

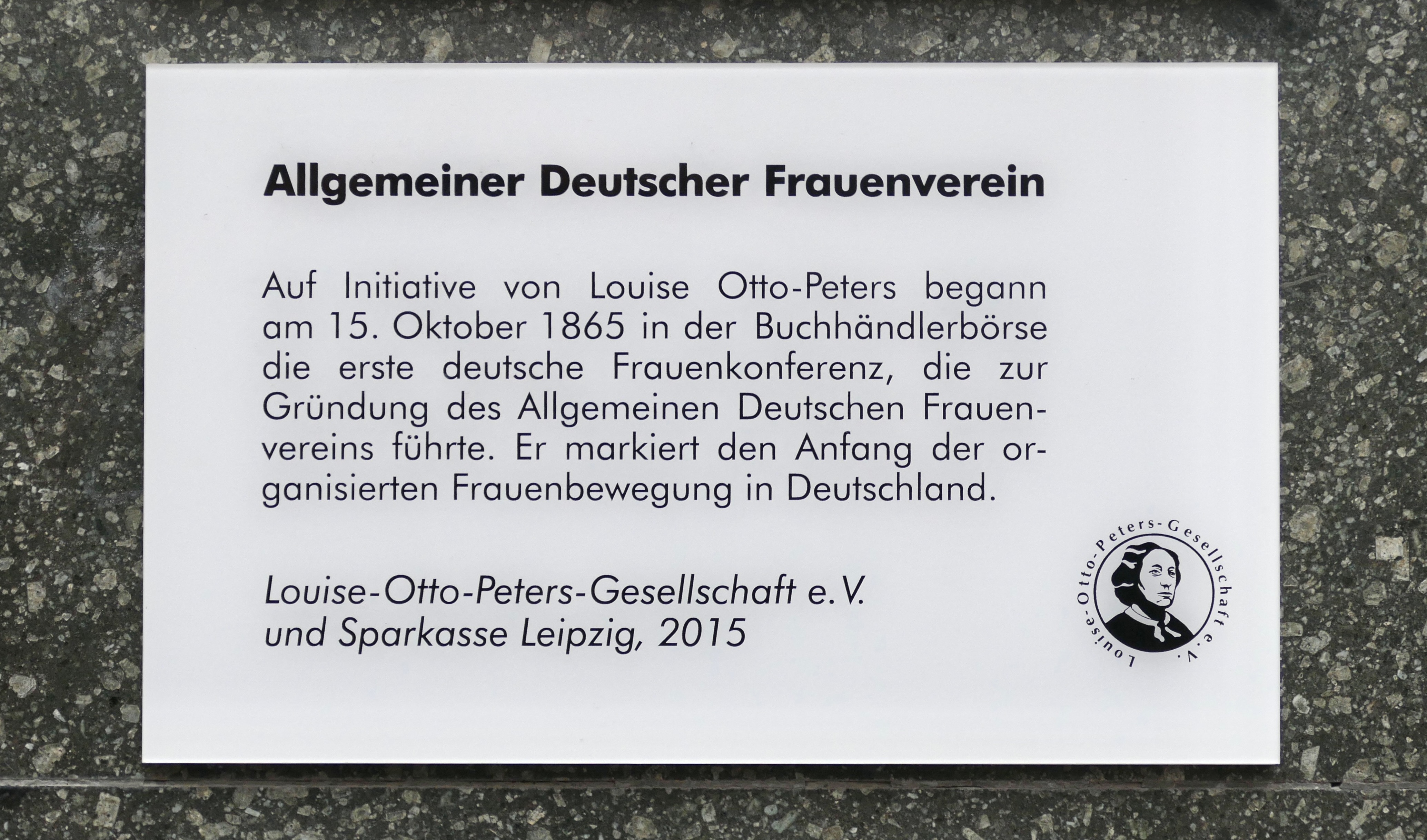
Plaque de l'Association générale des femmes allemandes à Leipzig.

En 1907,  l’Association générale des femmes allemandes (ADF) lui confie la direction du Centre d'information (qui devient ensuite Zentralstelle für die Gemeindeämter der Frau (de)), nouvellement créé, pour renforcer la participation active des femmes dans l'administration locale. Le bureau dispose d'un fonds de rapports, de statistiques et d'instructions provenant de l'assistance aux pauvres et aux orphelins ainsi que de l'administration scolaire et de l'inspection du logement. Parmi les missions de Jenny Apolant figurent l'analyse de ce matériel, la reconnaissance du travail bénévole et la compilation d'informations juridiques. Dans ce cadre, elle publie une étude sur le statut et l’implication des femmes dans la commune, Stellung und Mitarbeit der Frauen in der Gemeinde, qui fournit des informations détaillées sur la participation des femmes au travail social communal dans les villes et les différents Länder d’Allemagne. L’étude montre l’ampleur de cette participation initiée dès 1868 et généralisée à partir de 1896. Elle donne également un aperçu de la situation dans d'autres pays européens. Pour Jenny Apolant, la demande d'une participation accrue des femmes dans l'administration locale est indissociable du droit des femmes à voter activement aux élections locales.
A partir de 1911, elle est présidente de la branche de Francfort de l'Association générale des femmes allemandes. De 1910 jusqu'à sa mort en 1925, elle est membre du conseil d'administration de l'Association. 
Elle publie de nombreux articles, donne des conférences et participe régulièrement à des événements publics pour défendre le droit de vote des femmes.

### Conseillère communale
Pendant la Première Guerre mondiale, elle prend la direction de la Commission pour le bien-être familial dans le cadre de l'aide sociale de guerre.  
Le 19 janvier 1919, les femmes en Allemagne obtiennent le droit de vote et d'éligibilité. Jenny Apolant est l'une des premières conseillères municipales à Francfort (12 femmes sur 85 hommes) où elle siège jusqu'en 1924 pour le Parti démocrate allemand dont elle est membre depuis 1918 Dans ce cadre, elle est à l'origine de services innovants tels que les soins hospitaliers, des restaurants sans alcool et, pendant la période d'inflation, d'un centre pour la vente d'objets personnels de valeur, d'une caisse de maladie et d'une aide hivernale. Ces initiatives inspirent d'autres villes. Elle mène aussi des recherches sur la situation des femmes dans les soins aux pauvres et aux orphelins ainsi que dans les écoles et les logements,.
En 1922, elle mène une enquête auprès de ses collègues conseillères pour évaluer la mesure dans laquelle les conseillers municipaux masculins sont disposés à les intégrer. Les résultats sont décevants : trop peu de transparence et de transfert de connaissances entre les deux sexes. Elle fonde alors le Groupe de travail politique pour la formation des femmes.
En raison de ses problèmes de santé, elle ne se présente plus aux élections à partir de 1924.

### Professionnalisation du travail social
En 1922, elle fonde une agence pour le travail social rémunéré des femmes. « Là où les devoirs civiques ont déjà été remplis, les droits civiques doivent raisonnablement suivre. ».
Elle est membre du conseil scolaire du Séminaire des femmes pour le travail social professionnel (Frauenseminar für soziale Berufsarbeit), le centre de formation pour les assistantes sociales de Francfort.

### Autres responsabilités et fin de vie
Elle est également rédactrice en chef du magazine mensuel Frau in der Gemeinde (Femme dans la commune).
Jenny Apolant vit avec son mari Hugo et leur fille Sophie au 109 Bockenheimer Landstrasse à Francfort. Hugo Apolant est également conseiller municipal et plaide pour la participation des femmes au gouvernement local. Ils sont tous deux engagés en faveur du judaïsme libéral au sein de la communauté juive. Elle est membre de l'Association centrale des citoyens allemands de confession juive (de),.  
Hugo Apolant meurt brusquement en 1915. Jenny Apolant doit désormais gagner sa vie et obtient la direction du centre d'information central de Francfort . Elle vit avec une amie et leurs filles respectives. Ses dernières années sont attristées par la mort de plusieurs proches et les problèmes de santé de sa fille. Elle-même doit effectuer plusieurs séjours en sanatorium. 
Jenny Apolant décède d'une maladie cardiaque le 5 juin 1925. Elle est enterrée au cimetière juif de Berlin-Weißensee.
Certains volumes de sa bibliothèque se trouvent désormais à la bibliothèque universitaire et à la bibliothèque des sciences sociales et des études sur l'Europe de l'Est de l'Université libre de Berlin. 

## Hommages
En 2019, à l'occasion du centième anniversaire du droit de vote des femmes en Allemagne, elle fait l'objet d'une exposition au musée juif de Francfort.
Une rue porte le nom de Jenny-Apolant Weg à Francfort-sur-le-Main.

## Publications
- (de) Stellung und Mitarbeit der Frauen in der Gemeinde, Leipzig, Teubner, 1912
- (de) Das kommunale Wahlrecht der Frauen in den deutschen Bundesstaaten, Leipzig, Teubner, 1918